# Rivière Noire (rivière Yamaska)
Pour les articles homonymes, voir Rivière Noire.
La rivière Noire est le plus important tributaire de la rivière Yamaska. Elle prend sa source dans les Appalaches où est situé le tiers de son parcours parcourir les basses-terres du Saint-Laurent jusqu'à Saint-Pie, dans les régions de l'Estrie et de la Montérégie.

## Toponymie
Le nom de la rivière Noire provient de la traduction de son nom en abénaqui, Mkazawitekw, qui signifie « rivière noire».

## Géographie
La rivière Noire est le principal affluent de la rivière Yamaska. Dont elle couvre la majorité est du bassin versant. Elle prend sa source dans les Appalaches, à 207 m d'altitude. Elle rejoint la Yamaska à Saint-Pie à une altitude de 22 m. Son cours comprend de nombreux tributaires comme les rivières le Renne, rivière Duncan, Mawcook et Jaune et les ruisseaux Cressy et des Aulnages. Le tiers de son parcours est situé dans les Appalaches.
La rivière Noire à une longueur de 103 km et un bassin versant d'une superficie de 1 581 km2, ce qui représente 29% du bassin versant de la rivière Yamaska. Sa pente moyenne est de 1,8 m/km.  
La rivière noire n'a qu'une seule station hydrométrique  située à 7,6 km de son embouchure. Son débit moyen est de 26,0 m3/s, mais il varie fortement de 73,4 m3/s durant la crue en avril à 9,5 m3/s durant l'étiage, en août.
La rivière Noire traverse successivement les municipalités de :
MRC Memphrémagog dans la région administrative de l'Estrie :
- Stukely-Sud,

MRC Le Val-Saint-François dans la région administrative de l'Estrie :
- Sainte-Anne-de-la-Rochelle,
- Lawrenceville,
- Valcourt,
- Maricourt,

MRC d'Acton dans la région administrative de la Montérégie
- Sainte-Christine
- Roxton
- Roxton Falls
- Acton Vale
- Saint-Théodore-d'Acton
- Upton

MRC Les Maskoutains dans la région administrative de la Montérégie
- Saint-Valérien-de-Milton
- Saint-Pie

MRC de La Haute-Yamaska dans la région administrative de la Montérégie
- Sainte-Cécile-de-Milton